# Switzerland's Next Topmodel
Switzerland's Next Topmodel là một chương trình truyền hình thực tế của Thụy Sĩ được dựa trên chương trình America’s Next Top Model của Tyra Banks sau Supermodel được phát sóng vào năm 2007 và 2008 trên kênh mạng 3+ hiện dừng phát sóng. Chương trình chứng kiến một số người mẫu tham vọng cạnh tranh với nhau trong nhiều cuộc thi khác nhau để xác định ai sẽ giành danh hiệu Switzerland's Next Topmodel, cùng các giải thưởng khác với hy vọng có được sự nghiệp thành công trong ngành công nghiệp người mẫu.

## Lịch sử
Sản xuất của chương trình được chính thức công bố vào tháng 9 năm 2017. Người dẫn chương trình và giám khảo được công bố vào tháng 4 năm 2018.

## Các mùa
| Mùa | Ngày công chiếu      | Quán quân       | Á quân             | Các thí sinh khác theo thứ tự bị loại | Tổng số thí sinh | Điểm đến quốc tế |
| --- | -------------------- | --------------- | ------------------ | --- | ---------------- | ---------------- |
| 1   | 19 tháng 10 năm 2018 | Saviour Anosike | Marion Reber       | Jérômie Repond & Livio Achermann DaSilva & Mauritius Loosli, Anna Schlüssel & Elizabeta Ljubić, Elena Egli & Valon Berisha & Vivienne Oesch, Lorenzo Boscardin, Vanessa Gosteli, Sandro Yves Wederv                                                         | 13               | Milano           |
| 2   | 18 tháng 10 năm 2019 | Gaby Gisler     | Luca Mähli         | Nicolas Kalbermatten & Tenzing Kangsar, Sarah Bakri, Jonas Schaller, Philippe Van Thomas & Stella-Sophia Castelli, David Beer & Jill Dietiker, Nayla-Joy Dubs & Thomas Kunz                                                                                 | 12               | Berlin           |
| 3   | 8 tháng 9 năm 2021   | Dennis de Vree  | Venance Pfammatter | Leonardo da Silva & Sophia Plüss, Carlos Pinheiro, Raphael Gurschler, Aleksandra Popovic (bỏ cuộc), André Marques & Lea von Lombardini, Ludwig Heskamp, Nadia Mascaro, Jeremy Baumann & Stella Kizildag, Lara Eggert (bỏ cuộc), Luca Meier, Aldin Zahirović | 16               | Naxos            |